# Свети Димитър (Тасос)
Вижте пояснителната страница за други значения на Свети Димитър.
„Свети Димитър“ (на гръцки: Ιερός Ναός Αγίου Δημητρίου) е възрожденска православна църква край град Тасос (Лименас) на остров Тасос, Егейска Македония, Гърция, част от Филипийската, Неаполска и Тасоска епархия на Вселенската патриаршия.
Храмът е разположен югоизточно от град Тасос в местността Аркуда. В архитектурно отношение представлява еднокорабна сводеста църквичка. Външните ѝ размери са 2,45 m на 2,15 m, площта ѝ е 5,39 m2, а дебелината на стените 0,60 m. Вратата е единична и над нея има ниша. Вътрешните размери са 1,23 на 1,58 m и затова храмът няма иконостас. Олтарната апсида стига до пода, а отляво е правоъгълната ниша на протезиса. На северната и южната стена има още две ниши. Храмът е осветен от малък южен прозорец, от вентилационния отвор в апсидата и от отвор във вратата. Отвън апсидата стига до тавана. Стрехите са назъбени, а покривът е двускатен с плочи. Цялата църква е измазана.